# 吉成夏子
吉成 夏子（よしなり なつこ）は、日本の実業家。株式会社Vernalossom代表取締役社長。父はゲーム会社・株式会社サクセス社長の吉成隆杜。

## 人物
株式会社サクセス社長・吉成隆杜の長女。かつてはパチンコメーカー京楽産業.に籍を有していたが、2012年より京楽産業.の実質的子会社であるAKS（現・Vernalossom）に出向。2014年1月より代表取締役に就任し、窪田康志との共同代表制を敷いた。同年6月をもって窪田が代表取締役を退き、以後吉成が単独で代表取締役を務めている。AKSでは発行済株式の100%を保有している。2019年1月のNGT48を巡る一連の騒動の際にも代表取締役の座にあったが、対応に批判を集めた。

## 関連企業
- 株式会社リイカ（元代表取締役社長）[7]
- 株式会社クロスゲート（元代表取締役社長）[8]